# Arsenal Women Football Club 2020-2021
Questa voce raccoglie le informazioni riguardanti l'Arsenal Women Football Club nelle competizioni ufficiali della stagione 2020-2021.

## Stagione
Il campionato di FA Women's Super League è stato concluso al terzo posto con 48 punti conquistati, frutto di 15 vittorie, 3 pareggi e 4 sconfitte, qualificandosi alla fase di qualificazione della UEFA Women's Champions League. In FA Women's Cup la squadra, che è partita dal quarto turno, è arrivata in finale (disputata nel corso della stagione 2021-22, visto il ritardo col quale la competizione è iniziata per la pandemia di COVID-19), dove è stata sconfitta dal Chelsea per 0-3. In FA Women's League Cup la squadra è stata eliminata nella fase a gironi iniziale, avendo concluso al secondo posto dietro al Chelsea e senza rientrare tra le migliori seconde.

## Maglie e sponsor
Le tenute di gioco solo le stesse adottate dall'Arsenal maschile; è stato confermato adidas come sponsor tecnico, così come lo sponsor ufficiale Fly Emirates e lo sleeve sponsor Visit Rwanda.
| Casa | Trasferta | Terza divisa |

## Rosa
| N. |                        | Ruolo | Calciatrice           |
| -- | ---------------------- | ----- | --------------------- |
| 1  | Austria (bandiera)     | P     | Manuela Zinsberger    |
| 3  | Inghilterra (bandiera) | D     | Lotte Wubben-Moy      |
| 4  | Inghilterra (bandiera) | D     | Anna Patten           |
| 5  | Scozia (bandiera)      | D     | Jennifer Beattie      |
| 6  | Inghilterra (bandiera) | D     | Leah Williamson       |
| 7  | Paesi Bassi (bandiera) | C     | Daniëlle van de Donk  |
| 8  | Inghilterra (bandiera) | C     | Jordan Nobbs          |
| 9  | Inghilterra (bandiera) | A     | Bethany Mead          |
| 10 | Scozia (bandiera)      | C     | Kim Little (capitano) |
| 11 | Paesi Bassi (bandiera) | A     | Vivianne Miedema      |
| 12 | Australia (bandiera)   | D     | Stephanie Catley      |
| 13 | Svizzera (bandiera)    | C     | Lia Wälti             |
| 14 | Paesi Bassi (bandiera) | C     | Jill Roord            |

| N. |                        | Ruolo | Calciatrice           |
| -- | ---------------------- | ----- | --------------------- |
| 15 | Irlanda (bandiera)     | A     | Katie McCabe          |
| 16 | Svizzera (bandiera)    | D     | Noelle Maritz         |
| 17 | Scozia (bandiera)      | A     | Lisa Evans            |
| 18 | Australia (bandiera)   | P     | Lydia Williams        |
| 19 | Australia (bandiera)   | A     | Caitlin Foord         |
| 20 | Germania (bandiera)    | D     | Leonie Maier          |
| 21 | Svizzera (bandiera)    | C     | Malin Gut             |
| 22 | Austria (bandiera)     | D     | Viktoria Schnaderbeck |
| 24 | Inghilterra (bandiera) | P     | Fran Stenson          |
| 29 | Inghilterra (bandiera) | D     | Teyah Goldie          |
| 30 | Inghilterra (bandiera) | D     | Ruby Mace             |
| 31 | Inghilterra (bandiera) | D     | Anouk Denton          |

## Calciomercato

### Sessione estiva
| Acquisti | Acquisti         | Acquisti                 | Acquisti |
| R.       | Nome             | da                       | Modalità |
| -------- | ---------------- | ------------------------ | -------- |
| P        | Lydia Williams   | Melbourne City           | [ 6 ]    |
| D        | Stephanie Catley | Melbourne City           | [ 7 ]    |
| D        | Noelle Maritz    | Wolfsburg                | [ 8 ]    |
| D        | Lotte Wubben-Moy | North Carolina Tar Heels | [ 9 ]    |
| C        | Malin Gut        | Grasshopper              | [ 10 ]   |

| Cessioni | Cessioni               | Cessioni        | Cessioni |
| R.       | Nome                   | a               | Modalità |
| -------- | ---------------------- | --------------- | -------- |
| P        | Pauline Peyraud-Magnin | Atlético Madrid | [ 11 ]   |
| D        | Emma Mitchell          | Reading         | [ 12 ]   |
| D        | Louise Quinn           | Fiorentina      | [ 13 ]   |
| C        | Melisa Filis           | London Bees     | [ 14 ]   |
| C        | Ruby Grant             | West Ham        | [ 15 ]   |
| C        | Katrine Veje           | Rosengård       | [ 16 ]   |
| A        | Danielle Carter        | Reading         | [ 17 ]   |

### Sessione invernale
| Acquisti | Acquisti    | Acquisti       | Acquisti |
| R.       | Nome        | da             | Modalità |
| -------- | ----------- | -------------- | -------- |
| D        | Anna Patten | S.C. Gamecocks | [ 18 ]   |

| Cessioni | Cessioni  | Cessioni        | Cessioni    |
| R.       | Nome      | a               | Modalità    |
| -------- | --------- | --------------- | ----------- |
| D        | Ruby Mace | Birmingham City | in prestito |

## Risultati

### FA Women's Super League

#### Girone di andata
| Arbitro: | Fearns |

|                                                 |           |            |
| Little 15’ Miedema 33’, 78’ Roord 40’, 63’, 81’ | Marcatori | 89’ Carter |

| Arbitro: | Bryne |

|          |           |                                                                                   |
| Dali 27’ | Marcatori | 23’, 52’, 56’ Roord 34’, 54’ Miedema 40’ Little 42’ Mead 72’ Williamson 86’ Foord |

| Arbitro: | Heaslip |

|                                 |           |             |
| Nobbs 42’ Foord 50’ Miedema 86’ | Marcatori | 6’ Harrison |

| Arbitro: | Dowle |

|  |           |                                                               |
|  | Marcatori | 10’, 90+3’ Miedema 36’ Van de Donk 48’ Beattie 82’ Wubben-Moy |

| Arbitro: | Byrne |

|                                               |           |          |
| McCabe 4’ Miedema 7’, 36’, 41’ Foord 15’, 64’ | Marcatori | 77’ Leon |

| Arbitro: | Shacklady |

|           |           |  |
| Toone 83’ | Marcatori |  |

| Arbitro: | Dowie |

|          |           |                       |
| Mead 86’ | Marcatori | 90’ (aut.) Wubben-Moy |

| Arbitro: | Hattersley |

|                                |           |  |
| Foord 57’ Roord 62’ Little 87’ | Marcatori |  |

| Arbitro: | Heaslip |

|                      |           |            |
| Mewis 30’ Weir 90+4’ | Marcatori | 3’ Miedema |

| Arbitro: | Conley |

|                                         |           |  |
| Nobbs 4’ Foord 10’ Beattie 61’ Mead 63’ | Marcatori |  |

| Arbitro: | Benn |

|  |           |                                            |
|  | Marcatori | 58’ Miedema 67’ Nobbs 73’ McCabe 88’ Evans |

#### Girone di ritorno
| Arbitro: | Benn |

|           |           |             |
| Bruton 5’ | Marcatori | 40’ Miedema |

| Arbitro: | Byrne |

|                        |           |  |
| Miedema 33’ Little 78’ | Marcatori |  |

| Arbitro: | Dowle |

|           |           |                    |
| Foord 57’ | Marcatori | 24’ White 79’ Hemp |

| Arbitro: | Fearn |

|                           |           |  |
| Harder 48’, 58’ Kirby 90’ | Marcatori |  |

| Arbitro: | Simms |

|  |           |                                      |
|  | Marcatori | 37’, 39’ Foord 76’ Miedema 90’ Evans |

| Arbitro: | Fearn |

|                                    |           |  |
| M. Turner 3’ (aut.) Wubben-Moy 51’ | Marcatori |  |

| Arbitro: | Conley |

|  |           |                                  |
|  | Marcatori | 26’ Foord 35’ Miedema 61’ McCabe |

| Arbitro: | Garret |

|  |           |                                            |
|  | Marcatori | 4’, 65’ Miedema 45+1’ Van de Donk 63’ Mead |

| Arbitro: | Benn |

|                |           |  |
| Nobbs 27’, 77’ | Marcatori |  |

| Arbitro: | Benn |

|              |           |                         |
| Finnigan 74’ | Marcatori | 22’ McCabe 90+4’ Little |

| Borehamwood 9 maggio 2021, ore 14:00 UTC+1 22ª giornata | Arsenal | 0 – 0 referto | Aston Villa | Meadow Park\| Arbitro: \| Byrne \| |
| Arbitro:                                                | Byrne   |               |             |                                    |

## Statistiche

### Statistiche di squadra
| Competizione            | Punti | In casa | In casa | In casa | In casa | In casa | In casa | In trasferta | In trasferta | In trasferta | In trasferta | In trasferta | In trasferta | Totale | Totale | Totale | Totale | Totale | Totale | DR  |
| Competizione            | Punti | G       | V       | N       | P       | Gf      | Gs      | G            | V            | N            | P            | Gf           | Gs           | G      | V      | N      | P      | Gf     | Gs     | DR  |
| ----------------------- | ----- | ------- | ------- | ------- | ------- | ------- | ------- | ------------ | ------------ | ------------ | ------------ | ------------ | ------------ | ------ | ------ | ------ | ------ | ------ | ------ | --- |
| FA Women's Super League | 48    | 11      | 8       | 2       | 1       | 30      | 6       | 11           | 7            | 1            | 3            | 33           | 9            | 22     | 15     | 3      | 4      | 63     | 15     | +48 |
| FA Women's Cup          | -     | 4       | 4       | 0       | 0       | 27      | 1       | 0            | 0            | 0            | 0            | 0            | 0            | 5      | 4      | 0      | 1      | 27     | 4      | +23 |
| FA Women's League Cup   | -     | 1       | 0       | 1       | 0       | 2       | 2       | 2            | 1            | 0            | 1            | 5            | 4            | 3      | 1      | 1      | 1      | 7      | 6      | +1  |
| Totale                  | -     | 16      | 12      | 3       | 1       | 59      | 9       | 13           | 8            | 1            | 4            | 38           | 13           | 30     | 20     | 4      | 6      | 97     | 25     | +72 |

### Andamento in campionato
| Giornata  | 1 | 2 | 3 | 4 | 5 | 6 | 7 | 8 | 9 | 10 | 11 | 12 | 13 | 14 | 15 | 16 | 17 | 18 | 19 | 20 | 21 | 22 |
| --------- | - | - | - | - | - | - | - | - | - | -- | -- | -- | -- | -- | -- | -- | -- | -- | -- | -- | -- | -- |
| Luogo     | C | T | C | T | C | T | C | C | T | C  | T  | T  | C  | C  | T  | T  | C  | T  | T  | C  | T  | C  |
| Risultato | V | V | V | V | V | P | N | V | P | V  | V  | N  | V  | P  | P  | V  | V  | V  | V  | V  | V  | N  |
| Posizione | 1 | 1 | 1 | 1 | 1 | 3 | 3 | 3 | 3 | 3  | 3  | 4  | 4  | 4  | 4  | 4  | 3  | 3  | 3  | 3  | 3  | 3  |

Legenda:

Luogo: C = Casa; T = Trasferta. Risultato: V = Vittoria; N = Pareggio; P = Sconfitta.

### Statistiche delle giocatrici
| Giocatore       | FA Women's Super League | FA Women's Super League | FA Women's Super League | FA Women's Super League | FA Women's Cup | FA Women's Cup | FA Women's Cup | FA Women's Cup | FA Women's League Cup | FA Women's League Cup | FA Women's League Cup | FA Women's League Cup | Totale   | Totale | Totale      | Totale     |
| Giocatore       | Presenze                | Reti                    | Ammonizioni             | Espulsioni              | Presenze       | Reti           | Ammonizioni    | Espulsioni     | Presenze              | Reti                  | Ammonizioni           | Espulsioni            | Presenze | Reti   | Ammonizioni | Espulsioni |
| --------------- | ----------------------- | ----------------------- | ----------------------- | ----------------------- | -------------- | -------------- | -------------- | -------------- | --------------------- | --------------------- | --------------------- | --------------------- | -------- | ------ | ----------- | ---------- |
| J. Beattie      | 8                       | 2                       | 1                       | 0                       | ?              | -              | -              | -              | 2                     | 0                     | 0                     | 0                     | 10+      | 2      | 1           | 0          |
| S. Catley       | 6                       | 0                       | 0                       | 0                       | ?              | -              | -              | -              | -                     | -                     | -                     | -                     | 6+       | 0      | 0           | 0          |
| A. Denton       | 1                       | 0                       | 0                       | 0                       | ?              | -              | -              | -              | 0                     | 0                     | 0                     | 0                     | 1+       | 0      | 0           | 0          |
| L. Evans        | 11                      | 2                       | 0                       | 0                       | ?              | -              | -              | -              | 1                     | 0                     | 0                     | 0                     | 12+      | 2      | 0           | 0          |
| C. Foord        | 21                      | 10                      | 2                       | 0                       | ?              | 1              | -              | -              | 3                     | 2                     | 0                     | 0                     | 24+      | 13     | 2           | 0          |
| T. Goldie       | 0                       | 0                       | 0                       | 0                       | ?              | -              | -              | -              | -                     | -                     | -                     | -                     | 0+       | 0      | 0           | 0          |
| M. Gut          | 16                      | 0                       | 0                       | 0                       | ?              | -              | -              | -              | 2                     | 0                     | 0                     | 0                     | 18+      | 0      | 0           | 0          |
| K. Little       | 16                      | 5                       | 0                       | 0                       | ?              | 3              | -              | -              | 2                     | 0                     | 0                     | 0                     | 18+      | 8      | 0           | 0          |
| R. Mace         | 3                       | 0                       | 0                       | 0                       | ?              | -              | -              | -              | 3                     | 0                     | 0                     | 0                     | 6+       | 0      | 0           | 0          |
| L. Maier        | 12                      | 0                       | 2                       | 0                       | ?              | -              | -              | -              | 3                     | 0                     | 0                     | 0                     | 15+      | 0      | 2           | 0          |
| N. Maritz       | 12                      | 0                       | 1                       | 0                       | ?              | 2              | -              | -              | 1                     | 0                     | 0                     | 0                     | 13+      | 2      | 1           | 0          |
| K. McCabe       | 21                      | 4                       | 3                       | 0                       | ?              | 1              | -              | -              | 3                     | 0                     | 0                     | 0                     | 24+      | 5      | 3           | 0          |
| B. Mead         | 21                      | 4                       | 2                       | 1                       | ?              | 4              | -              | -              | 2                     | 0                     | 1                     | 0                     | 23+      | 8      | 3           | 1          |
| V. Miedema      | 22                      | 18                      | 1                       | 0                       | ?              | 2              | -              | -              | 3                     | 5                     | 0                     | 0                     | 25+      | 25     | 1           | 0          |
| J. Nobbs        | 16                      | 5                       | 1                       | 0                       | ?              | 2              | -              | -              | -                     | -                     | -                     | -                     | 16+      | 7      | 1           | 0          |
| A. Patten       | 7                       | 0                       | 0                       | 0                       | ?              | 1              | -              | -              | -                     | -                     | -                     | -                     | 7+       | 1      | 0           | 0          |
| J. Roord        | 19                      | 7                       | 1                       | 0                       | ?              | 4              | -              | -              | 2                     | 0                     | 0                     | 0                     | 21+      | 11     | 1           | 0          |
| V. Schnaderbeck | 6                       | 0                       | 0                       | 0                       | ?              | -              | -              | -              | 1                     | 0                     | 0                     | 0                     | 7+       | 0      | 0           | 0          |
| F. Stenson      | 0                       | 0                       | 0                       | 0                       | ?              | -              | -              | -              | 1                     | 0                     | 0                     | 0                     | 1+       | 0      | 0           | 0          |
| D. Van de Donk  | 21                      | 2                       | 1                       | 0                       | ?              | 2              | -              | -              | 3                     | 0                     | 2                     | 0                     | 24+      | 4      | 3           | 0          |
| L. Wälti        | 20                      | 0                       | 2                       | 0                       | ?              | -              | -              | -              | 3                     | 0                     | 1                     | 0                     | 23+      | 0      | 3           | 0          |
| L. Williams     | 9                       | -5                      | 0                       | 0                       | ?              | -              | -              | -              | 1                     | -2                    | 0                     | 0                     | 10+      | -7     | 0           | 0          |
| L. Williamson   | 20                      | 1                       | 2                       | 0                       | ?              | 1              | -              | -              | 3                     | 0                     | 0                     | 0                     | 23+      | 2      | 2           | 0          |
| L. Wubben-Moy   | 17                      | 2                       | 2                       | 0                       | ?              | -              | -              | -              | 3                     | 0                     | 0                     | 0                     | 20+      | 2      | 2           | 0          |
| M. Zinsberger   | 13                      | -10                     | 0                       | 0                       | ?              | -              | -              | -              | 1                     | -4                    | 0                     | 0                     | 14+      | -14    | 0           | 0          |